# Vaiana: Skarb oceanu

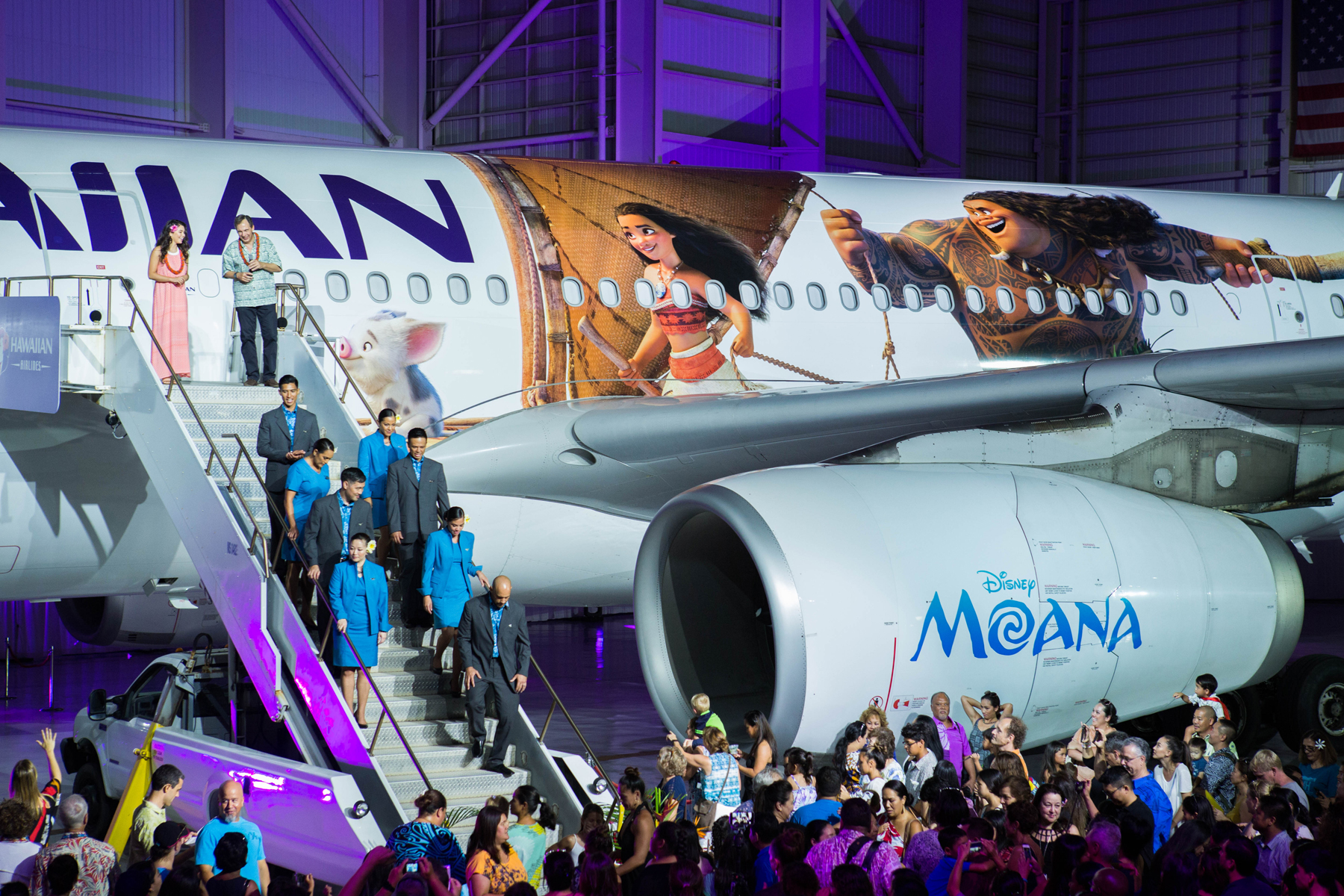
Samolot hawajskich linii lotniczych promujący film (2016)

Vaiana: Skarb oceanu (ang. Moana) – amerykański animowany film przygodowy fantasy z 2016 roku w reżyserii Rona Clementsa i Johna Muskera, częściowo nawiązujący do polinezyjskiej mitologii. Pięćdziesiąty szósty film z oficjalnego kanonu Disneya. 
Światowa premiera odbyła się 14 listopada 2016 roku, do polskich kin film trafił 25 listopada 2016. Film zdobył dwie nominacje do Oscara: za najlepszy pełnometrażowy film animowany (przegrał ze Zwierzogrodem) i za najlepszą piosenkę (How Far I’ll Go przegrał z City of Stars z filmu La La Land).
W 2024 roku ukazała się kontynuacja filmu pod tytułem Vaiana 2. 
W 2023 roku został ogłoszony aktorski remake pod tym samym tytułem, w którym Dwayne Johnson ma powtórzyć rolę Mauiego. Premiera została zapowiedziana na 2025 rok, lecz później przesunięto ją na 2026.

## Fabuła
Mieszkańcy polinezyjskiej wyspy Motunui żyją w harmonii przestrzegając miejscowych obyczajów i nigdy nie wypływają dalej niż poza granicę rafy. Najstarsi członkowie często opowiadają legendę o bogini Te Fiti, za sprawą której rodziło się życie. Gdy położyła się do snu jako wyspa, jej serce wykradł półbóg Maui, by posiąść wielką moc. Na drodze stanął mu demon ziemi i ognia Te Kā i strąca go z nieba. Serce przepadło gdzieś w oceanie, a na świecie zapanowało zniszczenie, które opanuje całą ludzkość. Legenda głosi, że zjawi się bohater który odnajdzie półboga, razem zwrócą serce bogini i uratują świat. Legenda jest opowiadana Vaianie i innym dzieciom Motonui przez jej babcię Talę. Gdy dzieci się jej boją, tak Vaiana się nimi ekscytuje. Od dziecka czuje więź z oceanem i raz, gdy idzie nad wodę znajduje zaginioną własność Te Fiti, lecz nim ją dosięga woła ją jej ojciec Tui, wódz wyspy. Gdy Vaiana ma szesnaście lat, Tui zabiera ją na najwyższy szczyt Motonui, święte miejsce gdzie według pradawnego obrządku każdy wódz plemienia musi położyć kamień symbolizujący początek jego rządów. Vaiana jako przyszły wódz będzie musiała również dodać do stosu własny kamień.
Na wyspie dzieją się dziwne rzeczy, np. wszystkie kokosy się psują, a połowy ryb kończą się niepowodzeniem, a wszelkie sposoby rozwiązania tego pozostając na wyspie zawodziły. Wobec tego Vaiana postanawia wypłynąć na otwarte morze, mimo obowiązującego świętego prawa zabraniającego wypływania poza rafę. Szybko fala wywraca jej łódź, a zniechęcona Vaiana rozważa sny o żegludze. Widzi ją Tala, która jako jedyna zachęcała wnuczkę do podążania za głosem serca. W sekrecie daje Vaianie kamień, którym jest serce Te Fiti i pokazuje Vaianie łodzie w sekretnej jaskini. Okazało się, że dawno temu przodkowie wypływali w dalekie wody, nim Maui nie okradł Te Fiti i ocean przestał być bezpieczny. Dziewczyna pobiegła, by to oznajmić swojemu plemieniu. Zezłoszczony Tui postanawia spalić łodzie. Powstrzymuje go wołanie Siny, jego żony i matki Vaiany, że Tala umiera. Przed śmiercią wręcza Vaianie swój naszyjnik z sercem Te Fiti, aby wyruszyła odnaleźć Mauiego, by oddał serce Te Fiti i ocalić świat. Nastolatka nie zwracając uwagi na przeciwności, żegna się z matką i na jednej z łodzi z jaskini i wypływa.
Podczas wyprawy spostrzega, że ma na łodzi pasażera na gapę – głupawego koguta Hei Heia, jednak już nie ma odwrotu. Rozpętuje się burza, która znosi łódź daleko na pewną wysepkę. Tam Vaiana spotyka Mauiego, bardzo zadufanego w sobie. Chce sobie przywłaszczyć łódź, aby znaleźć swój zaginiony magiczny hak, dzięki któremu może zmieniać się w zwierzęta. Sprytem więzi Vaianę w jaskini i gdy ta wychodzi przez otwór prowadzący do wyjścia, półbóg wyrusza skradzioną łodzią. Vaianie pomaga ocean błyskawicznie zanoszący ją na pokład łodzi. Tam tłumaczy Mauiemu, że musi oddać serce bogini. Po ciągłym stawianiu oporu przez nastolatkę i przez ocean, który swoją magiczną siłą jej pomagał – półbóg zgadza się, twierdząc jednak, że serce ściągnie na nich nieszczęście. Tak też się stało, gdy zjawili się na swych okrętach Kakamora – stworki w kokosowych zbrojach, które także chcą zdobyć serce Tefiti. Po niebezpiecznej walce, zostają oni pokonani. Widząc, że Maui lubi zgrywać bohatera, Vaiana nęci go wizjami chwały, która stanie się jego udziałem, jeśli zgodzi się jej pomóc.
Maui oznajmia Vaianie, że najpierw musi odzyskać swój hak zagarnięty przez kraba Tamatoa, żyjącego w krainie potworów Lalotai. Na miejscu Vaiana ledwo uchodzi z życiem w starciu tamtejszymi potworami. Maui postanowił wykorzystać ją, jako przynętę na Tamatoę, który był wielbicielem skarbów, a na grzbiecie ma magiczny hak. Gdy już miał ją zjeść, półbóg postanowił zmienić się w jastrzębia, ale okazuje się, że nie kontroluje swojej mocy i staje się bezbronny. Tamatoa postanawia pożreć go, jednak traci zainteresowanie nim, gdy Vaiana pokazuje mu serce Te Fiti, a w zasadzie małż zanurzony w świecących algach, żeby tak wyglądał. Vaiana wraz z Mauim uciekają przez gejzer poza zasięg przechytrzonego Tamatoy. Maui przeprasza Vaianę za bycie samochwałą i razem postanawiają, jako przyjaciele wypłynąć na uratowanie świata. Maui uczy się kontrolować swą moc zmieniania się w zwierzęta. W pewnym momencie przyjaciele zauważyli na horyzoncie pierścień wysepek. Niespodziewanie wyłania się Te Kā, z którym gotowy Maui staje do walki.
Siła uderzenia haka Mauiego oraz siła demona razem są tak ogromne, że wyrzucają łódź na dużą odległość, a broń częściowo zostaje zniszczona. Wiedząc, że haka jako dzieła bogów nie da się naprawić, Maui traci wiarę w siebie i uznaje, że nastolatka została wybrana przez ocean niewłaściwie. Jako jastrząb odlatuje zostawiając Vaianę i Hei Heia samych. Nocą załamanej Vaianie ukazuje się duch Tali, dzięki któremu zrozumiała, kim jest oraz że naprawdę została wybrana przez ocean. Postanawia samodzielnie zmierzyć się z Te Kā raz jeszcze. Wtem na pomoc przybywa jej Maui, któremu hak jednak wciąż działa. Gdy Maui odciąga uwagę demona, a Vaiana wspina się na zbocze wyspy matki, okazuje się że Te Fiti zniknęła. W końcu Vaiana stojąc na skale rozkazuje oceanowi się rozstąpić, aby zrobić drogę dla Te Kā. Wtedy daje mu serce i okazało się, że tak naprawdę Te Kā to Te Fiti, która pozbawiona serca stała się siłą zniszczenia. Za jej sprawą udaje się uratować świat od zagłady, a także przebacza skruszonemu Mauiemu za kradzież serca, następnie ponownie staje się wyspą. Vaiana pożegnawszy się z Mauim, wraca na Motonui, znów tętniącą życiem. Wszyscy mieszkańcy radują się na jej widok i od tamtej pory znów wypływają na dalekie wody, jak za dawnych czasów.

## Obsada
| Postać       | Wersja oryginalna           | Wersja polska           |
| ------------ | --------------------------- | ----------------------- |
| Vaiana       | Auliʻi Cravalho             | Weronika Bochat         |
| Maui         | Dwayne Johnson              | Igor Kwiatkowski        |
| Babcia Tala  | Rachel House                | Dorota Stalińska        |
| wódz Tui     | Temuera Morrison (dialogi)  | Piotr Grabowski         |
| wódz Tui     | Christopher Jackson (śpiew) | Piotr Grabowski         |
| Tamatoa      | Jemaine Clement             | Maciej Maleńczuk        |
| Sina         | Nicole Scherzinger          | Magdalena Turczeniewicz |
| Heihei       | Alan Tudyk                  | –                       |
| rybak Lasalo | Oscar Kightley              | Maksymilian Bogumił     |
| wyspiarze    | Troy Polamalu               | Robert Motyka           |
| wyspiarze    | Puanani Cravalho            | Marta Król              |
| wyspiarze    | Alan Tudyk                  | Włodzimierz Press       |
| mała Vaiana  | Louise Bush                 | Antonina Gajko          |

## Odbiór

### Krytyka w mediach
Serwis „Rotten Tomatoes” na podstawie 246 recenzji, z których 235 osób uznała film za „świeży”, a 11 za „zgniły” wystawił filmowi 96%, dając mu „Certyfikat Świeżości”. W serwisie Filmweb film uzyskał średnią ocenę 7,5/10 z 77396 głosów (stan na 12 lipca 2018). Wśród 4 recenzji, wszystkie wychwalały ten film, m.in. za to, że niszczył stereotyp dziewczyny, która potrzebuje zawsze pomocy u chłopaków, a także za całokształt fabuły.

### Box office
Film zarobił łącznie 643 333 111 $, z czego 248 057 044 $ (ok. 38,7%) z samej Ameryki, a 394 574 067% (ok. 61,3%) z zagranicy. Plasuje się na 124. miejscu na liście najbardziej dochodowych filmów i na 25. miejscu na liście najbardziej dochodowych filmów animowanych. Jest to również 12. najbardziej dochodowy film z 2016.

### Nagrody i nominacje
| Nagroda                                  | Kategoria | Wynik     |
| ---------------------------------------- | --- | --------- |
| Oscar                                    | Najlepszy film animowany                                                                                                   | Nominacja |
| Oscar                                    | Najlepsza piosenka (How Far I’ll Go)                                                                                       | Nominacja |
| Złoty Glob                               | Najlepszy film animowany                                                                                                   | Nominacja |
| Złoty Glob                               | Najlepsza piosenka (How Far I’ll Go)                                                                                       | Nominacja |
| BAFTA                                    | Najlepszy film animowany                                                                                                   | Nominacja |
| Saturn                                   | Najlepszy film animowany                                                                                                   | Nominacja |
| People’s Choice                          | Ulubiony film z końca roku                                                                                                 | Nominacja |
| Critics’ Choice                          | Najlepszy film animowany                                                                                                   | Nominacja |
| Critics’ Choice                          | Najlepsza piosenka (How Far I’ll Go)                                                                                       | Nominacja |
| Teen Choice                              | Ulubiony aktor w filmie fantasy (Dwayne Johnson)                                                                           | Wygrana   |
| Teen Choice                              | Przełomowa rola kinowa (Auliʻi Cravalho)                                                                                   | Wygrana   |
| Teen Choice                              | Ulubiony film fantasy | Nominacja |
| Teen Choice                              | Ulubiona aktorka w filmie fantasy (Auliʻi Cravalho)                                                                        | Nominacja |
| Annie                                    | Najlepsze indywidualne osiągnięcie: dubbing (Auliʻi Cravalho, jako Vaiana)                                                 | Wygrana   |
| Annie                                    | Najlepsze indywidualne osiągnięcie: efekty animowane (Marlon West, Erin Ramos, Blair Pierpont, John Kosnik i Ian J. Coony) | Wygrana   |
| Annie                                    | Najlepszy pełnometrażowy film animowany                                                                                    | Nominacja |
| Annie                                    | Najlepsze indywidualne osiągnięcie: konstrukcja postaci w animowanym filmie kinowym (Bill Schwab)                          | Nominacja |
| Annie                                    | Najlepsze indywidualne osiągnięcie: montaż (Jeff Draheim)                                                                  | Nominacja |
| Annie                                    | Najlepsze indywidualne osiągnięcie: scenorys (Normand Lemay)                                                               | Nominacja |
| Satelita                                 | Najlepszy film animowany bądź łączący w sobie różne media                                                                  | Nominacja |
| Amerykańska Gildia Producentów Filmowych | Najlepszy producent filmu animowanego (Osnat Shurer)                                                                       | Nominacja |
| Czarna Szpula                            | Najlepszy dubbing (Dwayne Johnson jako Maui)                                                                               | Nominacja |
| Grammy                                   | Najlepsza piosenka napisana specjalnie dla formy wizualnej (How Far I’ll Go)                                               | Wygrana   |
| Grammy                                   | Najlepsza kompilacyjna ścieżka muzyczna w formach wizualnych piosenki                                                      | Nominacja |
| Kids’ Choice                             | Ulubiony film animowany | Nominacja |
| Kids’ Choice                             | Ulubiony dubbing w filmie animowanym (Dwayne Johnson jako Maui)                                                            | Nominacja |
| Kids’ Choice                             | Ulubiony soundtrack | Nominacja |
| Kids’ Choice                             | Ulubiony wróg (Auliʻi Cravalho jako Vaiana, Dwayne Johnson jako Maui)                                                      | Nominacja |
| Światowa Akademia Muzyki Filmowej        | Najlepsza oryginalna piosenka napisana specjalnie na potrzeby filmu (How Far I’ll Go, wyk. Auliʻi Cravalho)                | Nominacja |
| Złota Szpula                             | Najlepszy montaż dźwięku w filmie animowanym                                                                               | Wygrana   |
| Złota Szpula                             | Najlepszy montaż muzyki w musicalu                                                                                         | Nominacja |